# Štúrovo
Štúrovo, până în 1948  Parkan (în maghiară Párkány, în germană Gockern), este un oraș din Slovacia cu 10.919 locuitori (2011).
În anul 1948 a fost redenumit după Ľudovít Štúr, conducătorul Revoltei Slovace de la 1848.

## Infrastructură
- Podul Maria Valeria, peste Dunăre

## Demografie
| An:                | 1994   | 2004    | 2014   | 2024    |
| ------------------ | ------ | ------- | ------ | ------- |
| Număr de persoane: | 13.512 | 11.290  | 10.568 | 9322    |
| Diferență:         |        | −16,44% | −6,39% | −11,79% |

| An:                | 2023 | 2024   |
| ------------------ | ---- | ------ |
| Număr de persoane: | 9361 | 9322   |
| Diferență:         |      | −0,41% |

La recensământul din 2011 au fost înregistrați 10.919 locuitori, din care 6.624 etnici maghiari, 2.930 slovaci, 90 cehi, 21 romi, 7 polonezi ș.a.